# Herbert Ward
Herbert Ward (1921 – 20. února 1994 v Kaimuki, O'ahu) byl americký kontrabasista a skladatel.

## Před emigrací
Herbert Ward žil v New Yorku se svou ženou, tanečnicí Jacqueline. Oba se netajili svým levicovým smýšlením, byli členy tamní komunistické strany CPUSA, Jacqueline dokonce pracovala v levicovém tisku, a proto zjevně měli obavy ze sílícího mccarthismu. Do roku 1950 ještě působili v New Yorku, poté v Dánsku a Rakousku. Herbert v roce 1950 studoval konzervatoř v Kodani, v roce 1951 absolvoval koncerty ve východním sektoru Berlína, načež zřejmě zesílilo jejich sledování ze strany americké kontrarozvědky. 
Wardovi odešli z Dánska v roce 1952 do Rakouska, kde žili dva roky ve Vídni, ale kvůli tlaku tamní americké ambasády se rozhodli požádat o poskytnutí politického azylu v zemi, vedené komunisty. Podali si žádost zároveň v Československu, Maďarsku a Sovětském svazu, ovšem nakonec se rozhodli právě pro ČSR, protože Wardova matka pocházela ze Slovenska (odkud odešla do zámoří na počátku 20. století).

## V Československu
Do Československa přesídlili v listopadu 1954.
Československá tisková kancelář dne 9. listopadu 1954 uspořádala tiskovou konferenci, kde byli Wardovi prezentováni jako obyčejní občané USA, kteří nemohou zůstat na Západě pro své levicové smýšlení (veřejnosti přitom bylo zatajeno, že Wardovi jsou ve skutečnosti komunisté). Wardovi vysvětlovali svou motivaci pro emigraci do ČSR špatnou americkou kulturou a školami plnými donašečů. Záznam z tiskové konference odvysílal Československý rozhlas, objevil se ve filmovém týdeníku a v komunistickém deníku Rudé právo.
Herbert Ward v ČSR působil jako hudebník – jednak jako klasický basista v Pražském symfonickém orchestru FOK, jednak založil vlastní dixielandovou kapelu, psal písně pro Evu Martinovou, Josefa Zímu a Gustava Broma, v roce 1959 objevil také (tehdy patnáctiletého) Františka Ringo Čecha, kterému jeho swingování učarovalo. Lubomír Dorůžka a Josef Škvorecký napsali jazzovou revue „Opravdu blues“ („Really the Blues“), ve které se objevili Wardovi s českou jazzovou kapelou Pražský dixieland, přičemž toto představení dokonce v přímém přenosu zároveň odvysílaly Československý rozhlas i Československá televize, na základě této revue také o půlstoletí později vznikl film „Rytmus v patách“. Škvorecký Wardovi vytvořil literární pomník ve své povídce „Pražská malá Mata Hara“.
Jacqueline Wardová působila jako tanečnice a choreografka v estrádách v nočních podnicích a poté v Uměleckém souboru Ministerstva vnitra, od počátku 60. let byla redaktorkou propagandistického Rádia Praha pro vysílání v angličtině. Synové Norman a Larry navštěvovali klasickou základní devítiletou školu ve Vršovicích a stali se členy Pionýrské organizace ČSM – tomu předcházela ideologická schůze funkcionářů Československého svazu mládeže jednající o tom, zda vůbec může Američan být pionýrem.
Nicméně Wardovi postupně zjišťovali, že život v ČSR je podstatně těžší a nepříjemnější než v USA, přestože jim československé úřady mimo jiné bezplatně poskytly nájemní byt. Formálně stále byli občany USA, od roku 1961 dokonce s cestovními pasy umožňujícími prakticky neomezené cestování. V lednu 1963 Wardová navštívila velvyslanectví Spojených států amerických v Praze, aby požádala o možnost získat nový cestovní pas USA pro návrat – jako důvod uvedla, že s manželem „ztratili respekt k Československu“, protože zjevně byli pouze využiti ke komunistické propagandě a při pokusu žít běžným životem ztratili protekční status. Nedařilo se jim získat uplatnění v jazzu ani tanečních skupinách, kvalitní českoslovenští umělci jejich pobyt v ČSR pokládali za důsledek jejich neúspěchu v USA, zatímco méně kvalitní hudebníci jim nedůvěřovali coby nekalé konkurenci. Wardová také prohlásila, že v USA předpokládá mnohem lepší příležitosti k získání vzdělání a kariéry pro děti (což bylo poněkud v rozporu s jejím prohlášením z listopadu 1954 o cenzurovaných a prolhaných amerických učebnicích).

## Návrat z emigrace
Na jaře 1964 nejprve Herbert odešel do západního Německa, aby si koncertováním vydělal dostatek peněz. Po půl roce za ním do Mnichova odjeli i Jacqueline se syny, v roce 1965 se celá rodina odstěhovala zpět do USA. Pro FBI se samozřejmě stali podezřelými osobami a byli sledováni ještě asi dva roky, nicméně nejsou k dispozici informace o jakýchkoliv represích ze strany tamní administrativy.
V roce 1966 se Herbert Ward stal hlavním basistou Honolulu Symphony Orchestra a jeho rodina se přestěhovala do O'ahu, kde založil skupinu Ward Rafters. 
Herbert zemřel na infarkt roku 1993, Jacqueline zemřela v roce 2014.